# Lithobius fangensis
Lithobius fangensis är en mångfotingart som beskrevs av J.R. Eason 1986. Lithobius fangensis ingår i släktet Lithobius och familjen stenkrypare.
Artens utbredningsområde är Thailand. Inga underarter finns listade i Catalogue of Life.